# Numerals en català
Els nombres o numerals en català són els determinants usats per expressar quantitats conegudes, a diferència dels indefinits, que fan referència a xifres menys concretes. Existeixen diferents tipus de numerals en català: cardinals, ordinals, multiplicadors, partitius i col·lectius (si bé molts d'aquests no són determinants sinó substantius que expressen el mateix concepte).

## Cardinals
Les formes bàsiques del numerals cardinals són les següents:
| Unitats | Unitats  | Unitats | Unitats  | Desenes | Desenes   | Altres | Altres       |
| Xifra   | Cardinal | Xifra   | Cardinal | Xifra   | Cardinal  | Xifra  | Cardinal     |
| ------- | -------- | ------- | -------- | ------- | --------- | ------ | ------------ |
| 1       | un/u     | 11      | onze     | 10      | deu       | 0      | zero         |
| 2       | dos/dues | 12      | dotze    | 20      | vint      | 100    | cent         |
| 3       | tres     | 13      | tretze   | 30      | trenta    | 1.000  | mil          |
| 4       | quatre   | 14      | catorze  | 40      | quaranta  | 10⁶    | un milió     |
| 5       | cinc     | 15      | quinze   | 50      | cinquanta | 10⁹    | un miliard   |
| 6       | sis      | 16      | setze    | 60      | seixanta  | 1012   | un bilió     |
| 7       | set      | 17      | disset   | 70      | setanta   | 1018   | un trilió    |
| 8       | vuit     | 18      | divuit   | 80      | vuitanta  | 1024   | un quadrilió |
| 9       | nou      | 19      | dinou    | 90      | noranta   | 10³⁰   | un quintilió |

| Xifra               | Valencià    | Balear  | Septentrional |
| ------------------- | ----------- | ------- | ------------- |
| 8                   | huit        |         |               |
| 17                  | dèsset      | desset* | desesset      |
| 18                  | díhuit      | devuit  | desevuit      |
| 19                  | dènou/dèneu | denou*  | desenou       |
| 80                  | huitanta    |         |               |
| * També en alguerès |             |         |               |

El cardinal un (i els seus derivats) pren la forma reduïda u com a substantiu per referir-se a la xifra i al nombre 1, i quan s'utilitza amb valor d'ordinal: l'u de maig (el primer dia de maig), la pàgina trenta-u (la trenta-unena pàgina).
Les formes del 17 al 19 estan compostes per l'al·lomorf di-, o de-, com a simplificació de deu. Les desenes a partir del 30 presenten la terminació -nta.
Les potències decimals són noms col·lectius que formen part del sistema de numeració. Les més usuals són: milió, bilió (un milió de milions) i trilió (un milió de bilions). D'ús més restringit és miliard (mil milions) que equival al billion anglosaxó, terme que sovint genera confusió. Altres potències són formacions cultes poc habituals: quadrilió, quintilió, sextilió, septilió, etc.
En la resta de casos els numerals tenen formes compostes. Del 21 al 29 van coordinats amb la conjunció i: vint-i-un, ..., vint-i-nou. Del 31 al 99, i les centenes (200 al 900), són juxtaposats amb un guionet: trenta-un, ..., noranta-nou, ..., dos-cents, ..., nou-cents. En els altres casos no hi ha guionet: cent dos (102), dos mil (2.000), cent vint-i-dos (122), dos mil dos-cents vint-i-dos (2.222).

### Flexió dels cardinals
| Xifra | Masculí    | Femení      |
| ----- | ---------- | ----------- |
| 1     | un         | una         |
| 2     | dos        | dues        |
| 21    | vint-i-un  | vint-i-una  |
| 22    | vint-i-dos | vint-i-dues |
| 100   | cent       | cent        |
| 200   | dos-cents  | dues-centes |
| 300   | tres-cents | tres-centes |
| 2000  | dos mil    | dues mil    |

En la majoria de casos els cardinals no tenen flexió de gènere i nombre. En són excepcions l'1, el 2 i el 100, i els seus derivats.
El cardinal un és inherentment singular, però pot adoptar una forma plural en cas que especifiqui un substantiu pluralia tantum (com ara uns pantalons).
El cardinal dos (i els seus derivats) s'utilitza de forma invariable també per al femení en alguns parlars.
Els cardinals presenten flexió de nombre quan s'utilitzen com a substantius: dosos, tresos, quatres... (apostar amb un trio de cincs). Però, en canvi, són invariables quan es refereixen a hores o anys (són les vuit, durant la dècada dels seixanta).

## Ordinals
Vegeu el capítol 12, molt complet, de la Gramàtica essencial de la llengua catalana, de l'Institut d'Estudis Catalans, per aprofundir en el tema dels numerals ordinals en català. També es poden consultar les formes plurals allí, i les seves abreviatures a l'Optimot de la Generalitat de Catalunya.
| Abreviatura masculina | Abreviatura femenina | Ordinal masculí | Ordinal femení  | Valencià masculí | Valencià femení | Alternatiu llatinitzat m.* | Alternatiu llatinitzat f.* |
| --------------------- | -------------------- | --------------- | --------------- | ---------------- | --------------- | -------------------------- | -------------------------- |
| 1r                    | 1a                   | primer          | primera         |                  |                 | prim                       | prima                      |
| 2n                    | 2a                   | segon           | segona          |                  |                 |                            |                            |
| 3r                    | 3a                   | tercer          | tercera         |                  |                 | terç                       | terça                      |
| 4t                    | 4a                   | quart           | quarta          |                  |                 |                            |                            |
| 5è                    | 5a                   | cinquè          | cinquena        | cinqué           |                 | quint                      | quinta                     |
| 6è                    | 6a                   | sisè            | sisena          | sisé             |                 | sext                       | sexta                      |
| 7è                    | 7a                   | setè            | setena          | seté             |                 | sèptim                     | sèptima                    |
| 8è                    | 8a                   | vuitè           | vuitena         | huité            | huitena         | octau                      | octava                     |
| 9è                    | 9a                   | novè            | novena          | nové             |                 |                            |                            |
| 10è                   | 10a                  | desè            | desena          | desé             |                 | dècim                      | dècima                     |
| 11è                   | 11a                  | onzè            | onzena          | onzé             |                 |                            |                            |
| 21è                   | 21a                  | vint-i-unè      | vint-i-unena    | vint-i-uné       |                 |                            |                            |
| 35è                   | 35a                  | trenta-cinquè   | trenta-cinquena | trenta-cinqué    |                 |                            |                            |
| 100è                  | 100a                 | centè           | centena         | centé            |                 | centèsim                   | centèsima                  |
| 101è                  | 101a                 | cent-unè        | cent-unena      | cent-uné         |                 | centunèsim                 | centèsima                  |
| 1000è                 | 1000a                | milè            | milena          | milé             |                 | mil·lèsim                  | mil·lèsima                 |

Els numerals ordinals (en masculí singular com a adjectius) presenten unes formes específiques per als quatre primers, i la resta es formen a partir del cardinal corresponent amb el sufix -è, o -é en valencià, excepte el nou, que es converteix en novè o nové, i el deu, que es converteix en desè o desé.
Els ordinals en format adjectiu en femení singular es formen afegint una -a al final de la forma masculina pels primers quatre numerals, i afegint -na a la forma masculina a tota la resta.
La pronúncia del sufix masculí singular sol ser amb e oberta en català central i septentrional, vocal neutra en balear, i e tancada en català occidental. L'Acadèmia Valenciana de la Llengua dona preferència la grafia amb accent tancat, però el Diccionari normatiu valencià inclou totes dues possibilitats.
Com a adjectius, presenten variació de gènere i nombre: primer/primera/primers/primeres,
..., onzè/onzena/onzens/onzenes, ... Les variants singulars s'indiquen a la taula.
* Els ordinals llatinitzats es mantenen fins a cert punt en el llenguatge col·loquial, tot i que els dos primers de la taula, com a mínim, son formes rares. En registres formals s'utilitzen les formes regulars, tret d'algunes expressions concretes (la quinta essència), o com a substantius cultes referits a intervals musicals (p. ex. octava) o combinacions de versos. També són utilitzats en el àmbit del lèxic Casteller.
Els ordinals poden anar posposats al nom, però normalment s'hi posen davant: el segon dia o el dia segon.
Com a abreviatura s'utilitza la xifra corresponent i l'última lletra de l'ordinal, en el cas del singular (1r, 1a, 5è, 5a), i les dues últimes lletres en el cas del plural (1rs, 1es, 5ns, 5es). És optatiu posar-hi un punt després de la lletra. Darrere de noms propis i de segles, i davant d'esdeveniments periòdics, se solen utilitzar xifres romanes amb valor d'ordinals: Pere IV (Pere quart), XIX Concurs de castells (dinovè concurs).
Es pot utilitzar el cardinal amb valor d'ordinal, sobretot posposats a noms propis a partir de l'onzè, i quan es pot pressuposar l'existència del nom número: Joan XXIII (Joan vint-i-tres), la fila [número] sis.

## Partitius
Per als numerals partitius s'utilitzen els ordinals corresponents, amb l'excepció del segon: mig, mitja, mitjos, mitges (1/2). Com a partitius s'utilitza exclusivament la forma llatinitzada terç (1/3), i preferentment les formes dècim (1/10), centèsim (1/100) i mil·lèsim (1/1.000).
Els partitius tenen una funció nominal, excepte mig que funciona com a especificador nominal i com a substantiu pot ser també meitat.
A partir de terç és freqüent la construcció amb l'ordinal femení seguit de part o fracció: una quarta part de pastís, una dècima [fracció] de segon.

## Col·lectius
Els numerals col·lectius s'expressen amb l'ordinal femení: una dotzena d'ous, una cinquantena de persones. Per a nombres grans sol tenir un caràcter aproximat.
Són formes específiques: parell (2), tern o terna (3), qüern o tètrada (4), quintern (5), centenar (100), grossa (144, dotze dotzenes), miler o milenar (1.000).
En contextos específics s'utilitza també duo (2) i trio (3), i alguns ordinals en diminutiu: tercet (3), quartet (4), quintet (5), ...; o alguns cardinals en diminutiu: treset (3), quatreta (4), cinquet (5), ...
Per designar períodes d'anys prenen la terminació -enni: bienni (2), trienni (3), quadrienni (4), quinquenni (5), sexenni (6), septenni (7), decenni (10), centenni (100), mil·lenni (1.000).

## Multiplicadors
| Factor | Multiplicatiu |
| ------ | ------------- |
| 2      | doble, duple  |
| 3      | triple        |
| 4      | quàdruple     |
| 5      | quíntuple     |
| 6      | sèxtuple      |
| 7      | sèptuple      |
| 8      | òctuple       |
| 9      | nònuple       |
| 10     | dècuple       |
| 100    | cèntuple      |

Els numerals multiplicadors estan formats per un radical llatí i la terminació -uple, excepte doble i triple. Tenen flexió de gènere, excepte doble, però són invariables quan expressen el nombre d'elements (la triple aliança).
Habitualment, sobretot a partir de quàdruple, se sol substituir per una perífrasi amb el cardinal i vegades més.